# Moctezuma II
Pour les articles homonymes, voir Moctezuma.

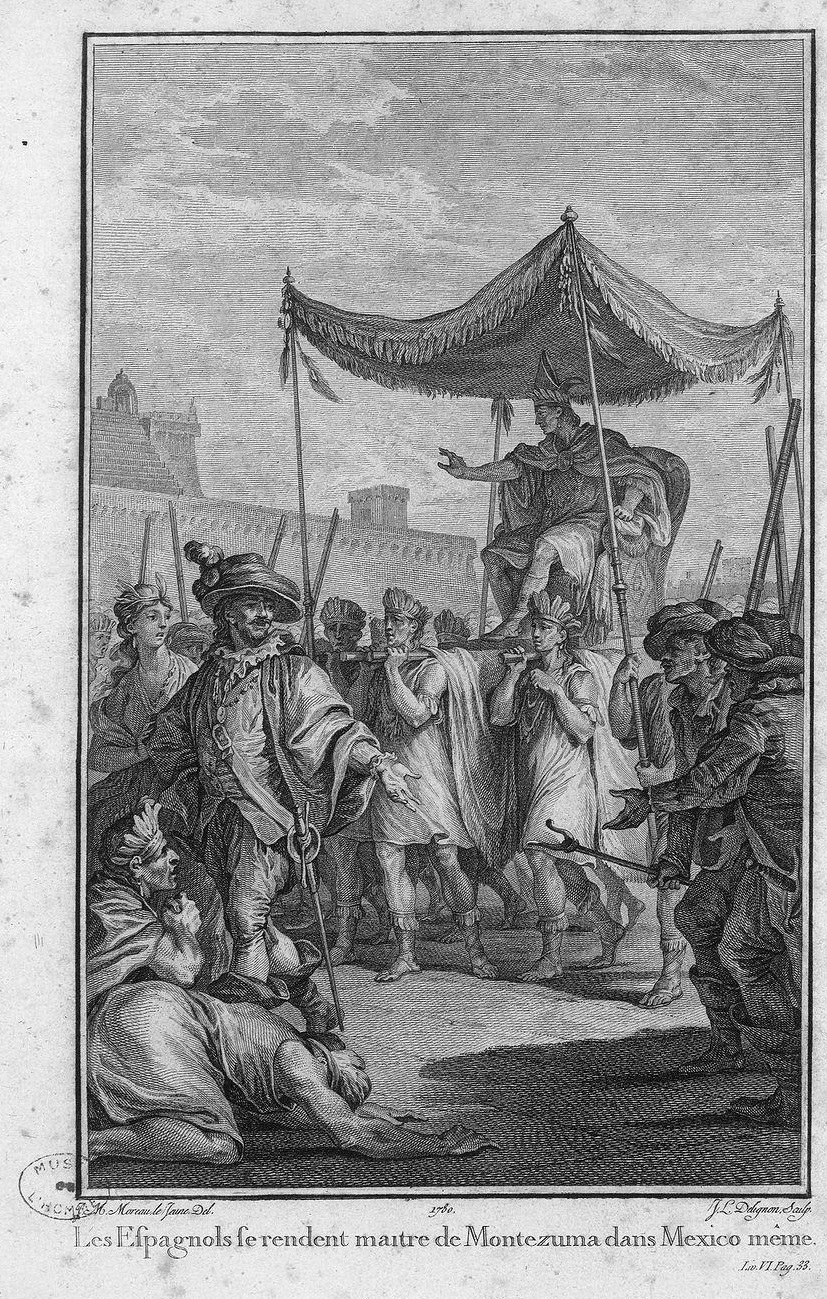
1520 : les Espagnols se rendent maîtres de Montezuma dans Mexico.

Moctezuma II (ou Moteuczoma, Motecuhzoma), de son nom complet en nahuatl Motecuhzoma Xocoyotzin, né en 1466 et mort le 29 juin 1520 à Mexico-Tenochtitlan, neuvième tlatoani de la cité de Mexico-Tenochtitlan, est à la tête de l'Empire aztèque de 1502 à 1520. 
L'Empire aztèque atteint son apogée pendant le règne de Moctezuma, qui s'est efforcé de le consolider en soumettant des territoires enclavés restés indépendants, notamment en pays mixtèque. Il a aussi transformé l'ancien système de hiérarchie sociale  méritocratique en creusant le fossé entre les nobles (pipiltin) et les roturiers (macehualtin) exclus des fonctions supérieures de l'administration.
Mais en 1519, un fait nouveau intervient, cause de la mort de Moctezuma (1520) puis de l'effondrement de l'empire (1521) : l'arrivée en Amérique du Nord des conquistadors espagnols, qui ont déjà colonisé Hispaniola et Cuba dans les Caraïbes. Hernán Cortés, parti de Cuba en février 1519, accoste en avril à Veracruz (fondée peu après) et atteint Mexico en novembre. Les Espagnols, ainsi que leurs alliés indiens, sont accueillis comme des hôtes par Moctezuma II. Mais les relations se tendent rapidement : en mai 1520, les habitants de Mexico se soulèvent et les Espagnols se retrouvent assiégés. Moctezuma meurt le 29 juin dans des conditions mal connues et Cortés décide d'évacuer la ville le 30 : c'est l'épisode célèbre de la Noche Triste. Mais cette défaite espagnole est une retraite stratégique : l'année suivante, l'armée de Cortés est de retour et s'empare de Mexico après deux mois de siège (13 août 1521). L'Empire aztèque, privé de son centre, s'effondre rapidement, laissant place à la colonie de Nouvelle-Espagne.
La représentation de Moctezuma dans l'Histoire est celle du chef d'un État vaincu par un petit nombre d'ennemis : de nombreuses sources le décrivent donc comme faible et indécis. Cette vision des choses ne correspond pas à sa conduite réelle face aux Espagnols.

## Le nom de «Moctezuma»

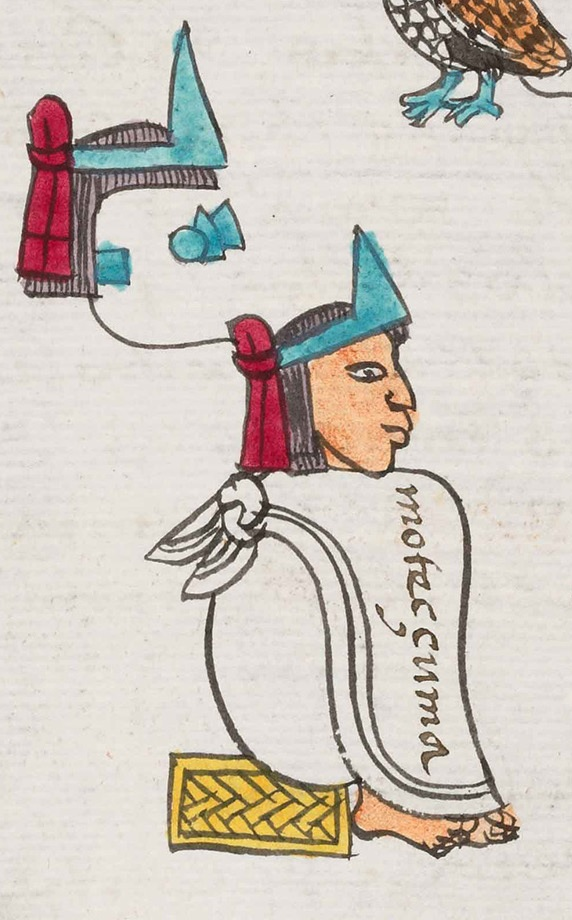
Glyphe aztèque de Moctezuma (Codex Mendoza, folio 15v).

La prononciation de son nom en langue nahuatl  est [motekʷˈsoːma]. C’est un mot composé qui associe un terme signifiant seigneur et puissant à tout jamais et un verbe signifiant froncer les sourcils de colère, et est interprété comme il est celui qui fronce les sourcils comme un seigneur ou celui qui est en colère avec noblesse.
Le glyphe de son nom, dans le coin supérieur gauche de l'illustration tirée du codex Mendoza ci-contre, était composé d'un diadème (xiuhuitzolli) posé sur des cheveux raides avec un ornement d’oreille associé à une pièce nasale séparée et une « bulle » contenant la transcription de ses paroles.
L'utilisation d'un numéro de règne est apparue à l’époque moderne uniquement pour le distinguer du premier Moctezuma, dénommé Moctezuma Ier parce que, même si ce dernier était l'arrière-grand-père du second, il n'existe pas de succession dynastique chez les Aztèques. Les chroniques aztèques l’appelaient  Motecuhzoma Xocoyotzin ([ʃokoˈjotsin] signifie  jeune honoré), tandis que le premier était appelé Motecuhzoma Ilhuicamina ou Huehuemotecuhzoma (Moctezuma l’ancien).

## Sources
Les textes relatifs à la vie de Moctezuma sont lacunaires et contradictoires, de sorte qu'on ne dispose d’aucune certitude sur sa personnalité et sur le déroulement de son règne. Ces textes datent de la période de la conquête (lettres de Cortés à Charles Quint), ou sont postérieures à sa mort (mémoires d'un des conquistadors, Bernal Díaz del Castillo, ouvrages historiques auxquels ont pris part des indigènes, notamment un petit-fils de Moctezuma).

### Hernán Cortés: lesCartas de Relacionadressées à Charles Quint
Les écrits de Cortés sont contemporains des événements, étant écrits au fur et à mesure des vicissitudes de son expédition. Il s'agit des  Cartas de relación (littéralement « Lettres de compte-rendu ») adressées à Charles Quint, roi de Castille et roi d'Aragon depuis 1516, dans le but de justifier son action. 
Dans ce que Cortés dit de Moctezuma, une idée devenue un lieu commun est que Moctezuma interprétait la légende aztèque de Quetzalcóatl comme faisant de lui un messie vengeur revenu pour régner sur les Mexicas (ethnie dominante de l'Empire aztèque). Mais cette assertion a été mise en cause par de nombreux historiens, notamment Anthony Pagdenet Eulalia Guzman.
Pagden écrit qu'en réalité, « il n'y avait pas de tradition antérieure à la conquête qui attribuât ce rôle à Quetzalcóatl et il semble donc possible que cette légende ait été recueillie par Sahagún et Motolinia auprès d'informateurs qui avaient partiellement perdu le contact avec les histoires tribales traditionnelles ».

### Bernal Díaz del Castillo:L'Histoire véridique'
Le récit de Bernal Díaz del Castillo (1496-1584), Histoire véridique de la conquête de la Nouvelle-Espagne, est celui d'un témoin direct, qui a participé à la conquête dans l'armée de Cortés (1519-1521), mais il est rédigé longtemps après, à partir de 1553.  
Il brosse le portrait d'un noble roi luttant pour maintenir l'ordre dans son royaume après avoir été fait prisonnier par  Cortés.

### Travaux historiques des débuts de la Nouvelle-Espagne

#### Bernardino de Sahagún (1500-1590)
Bernardino de Sahagún est un membre de l'ordre des Franciscains, qui, envoyé en Nouvelle-Espagne, s'est intéressé à la langue nahuatl et à la culture mexica. Il est l'auteur de l'ouvrage appelé Codex de Florence, rédigé avec des collaborateurs indigènes originaires de Mexico-Tenochtitlan ou de Tlatelolco, une ville vassale.
Le texte présente généralement les dirigeants de Tlatelolco sous un jour favorable par rapport à ceux de Tenochtitlan et Moctezuma, en particulier, y est critiqué en tant que souverain velléitaire, superstitieux et laxiste.
L'historien James Lockhart interprète cela en supposant que le peuple mexica avait besoin d'un bouc émissaire pour expliquer la chute de l'Empire aztèque et que ce rôle a été assez naturellement attribué à Moctezuma.

#### Fernando Alvarado Tezozómoc
Fernando Alvarado Tezozómoc (1530-1609), auteur de la Crónica Mexicayotl (« Chronique mexica ») rédigée en nahuatl, est un petit-fils de Moctezuma II. 
Sa chronique concerne essentiellement la généalogie des souverains aztèques. Il décrit la descendance de Moctezuma et indique que Moctezuma avait dix-neuf enfants - onze fils et huit filles.

## Biographie

### Origines familiales
Il est le fils d'Axayacatl et le neveu de ses deux prédécesseurs, Tizoc et Ahuitzotl. 
Il semble qu'il soit devenu souverain contre sa volonté, sans doute contraint par la mort accidentelle d'Ahuitzol lors d'une inondation de Tenochtitlan.

### À la tête de l'Empire

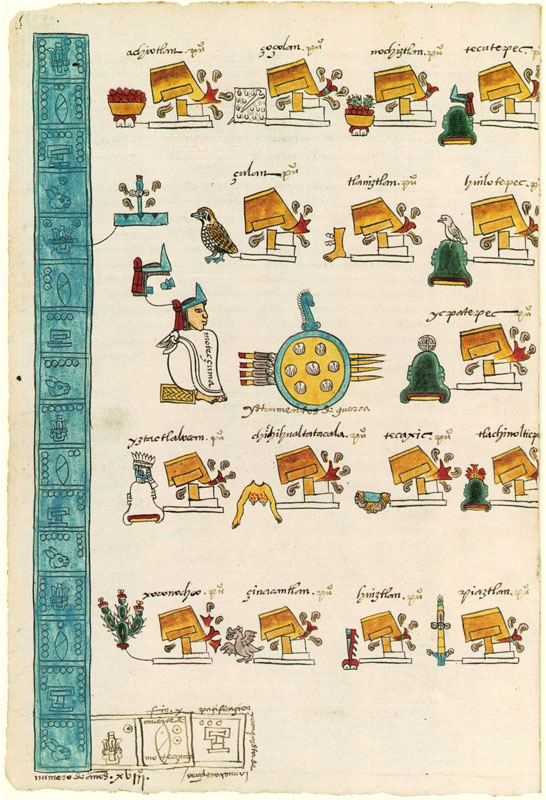
Le folio 15 du Codex Mendoza décrit le règne et les conquêtes de Moctezuma II (lui-même représenté à gauche du glyphe central).

Il gouverne de façon autoritaire en réorganisant totalement l'administration par la nomination d'administrateurs plus jeunes.  Moctezuma réduit par ailleurs les prétentions de la noblesse. L'économie et le commerce sont florissants dans tout l'empire, lequel atteint son extension maximum et s'étend jusqu'au Guatemala et à la péninsule du Yucatán.
La célèbre pierre de Tizoc, un cuauhxicalli (pierre sacrificielle) décoré de sculptures représentant Tizoc, le prédécesseur de Moctezuma en tant que tlatoani, aurait également été réalisé au cours de son règne.

#### Réformes
Selon les sources indigènes, dès son accession au pouvoir, Moctezuma ordonna à son cihuacoatl Tlilpotonqui de remplacer les dignitaires et les fonctionnaires nommés par son prédécesseur, Ahuitzotl, pour se constituer une cour favorable à ses réformes, instruite et issue de l'élite plutôt que d'origine roturière.

#### La reconstruction de Mexico-Tenochtitlan
Il ordonne la reconstruction totale de la capitale qui avait subi encore une inondation. C'est cette ville devenue extraordinaire que les conquistadors découvrent en 1519, Mexico la cité lagunaire.

#### Conquêtes

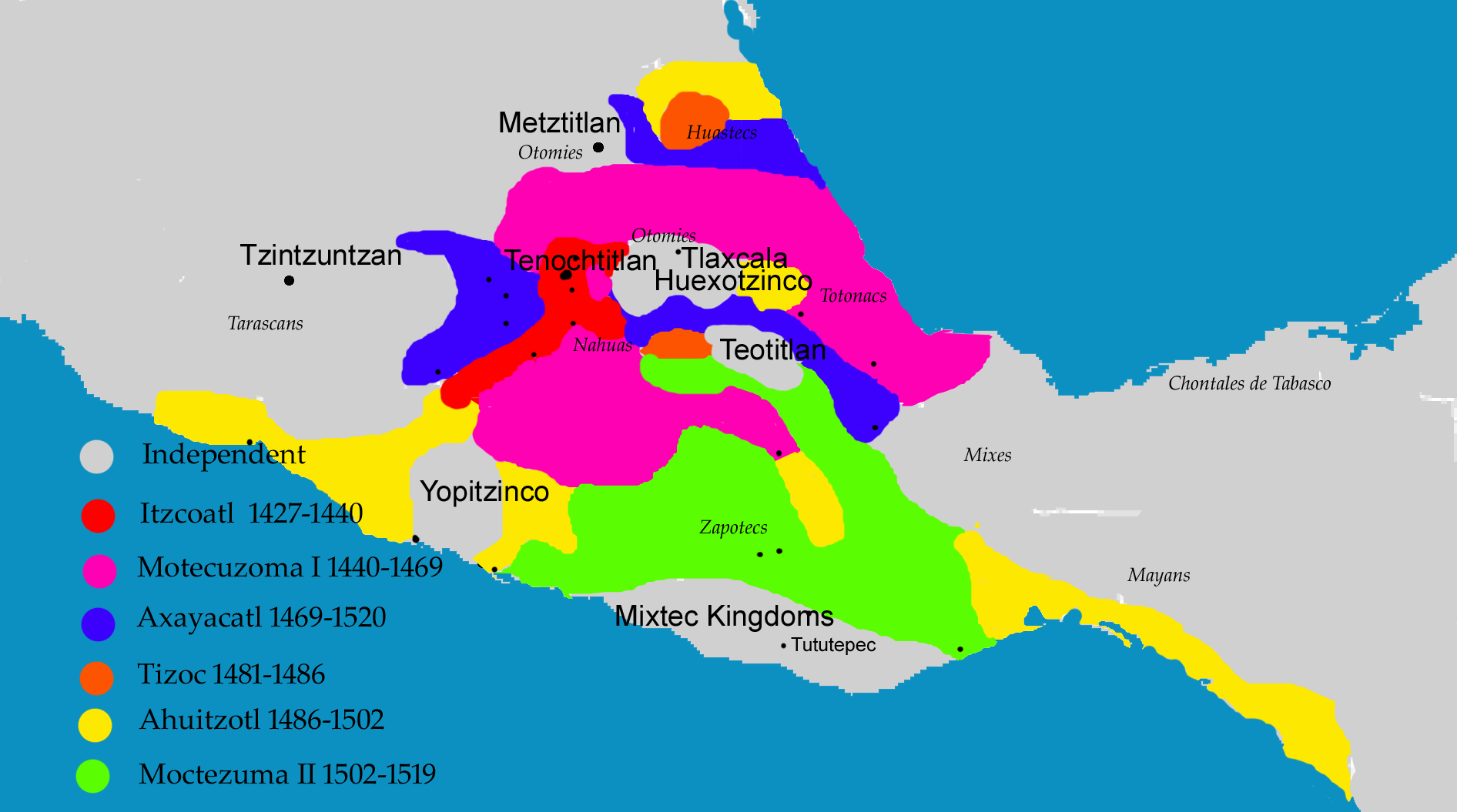
Carte montrant l'expansion de l'empire aztèque à travers ses conquêtes. Les conquêtes de Moctezuma II sont indiquées par la couleur verte (sur la base des cartes de Ross Hassig dans Guerres aztèques).

### Début des relations avec les Espagnols

#### Présages concernant l'arrivée des Espagnols

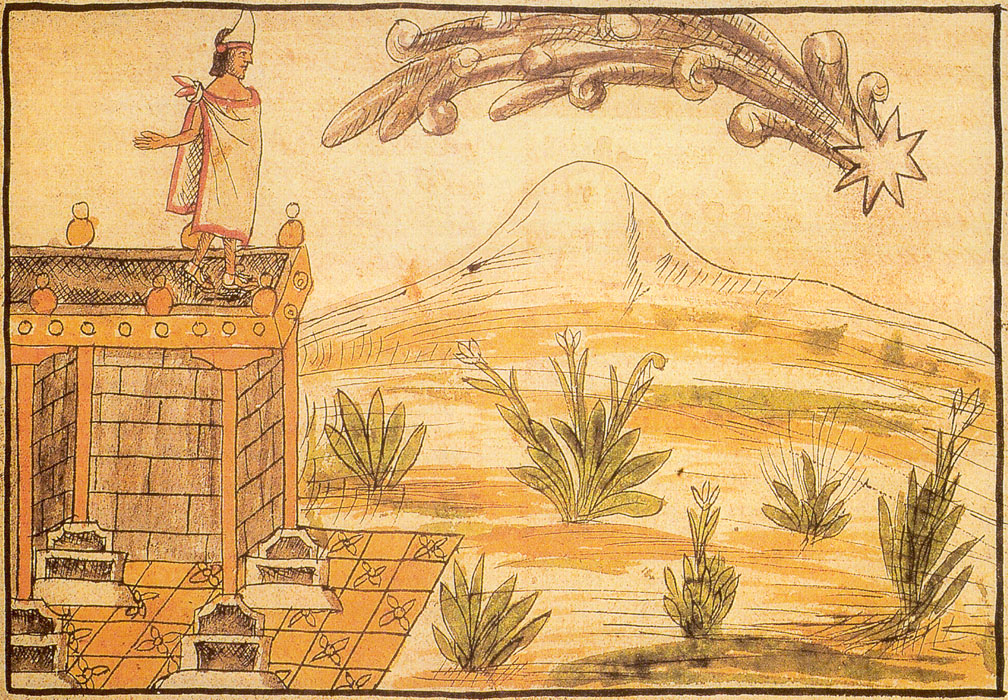
Le passage d'une comète aurait été interprété par Moctezuma II comme un présage funeste, selon Diego Durán (Codex Durán, t.I, chap. LXIII).

Bernardino de Sahagún (1499-1590) mentionne huit événements, survenus dix ans avant l'arrivée des Espagnols, qui auraient été interprétés comme des signes néfastes : l'apparition d'une flamme dans le ciel pendant près d'une année, l'incendie de la charpente du temple d'Huitzilopochtli, un autre temple mystérieusement frappé par la foudre, la chute d'une comète, l'eau du lac Texcoco qui se mit à bouillonner, l'apparition d'une femme qui pleurait en gémissant «Mes très chers enfants, voici déjà notre départ.», un oiseau pris par des pêcheurs sur le lac Texcoco et qui portait sur la tête un miroir, l'apparition d'hommes à deux têtes qui disparaissaient dès qu'on les avait montrés à Moctezuma. Certains[Qui ?] pensent que les Aztèques étaient particulièrement sensibles à ces signes parce que l'année précise de l'arrivée des Espagnols coïncidait avec la cérémonie du feu nouveau célébrée à la fin d'un cycle de 52 ans du calendrier aztèque, année qui était associée aux changements, à la renaissance et à un risque de catastrophes, dans le cadre du mythe de la légende des soleils. Selon Matthew Restall, c'est un simple mythe du fatalisme des indigènes qui est à l'origine du lieu commun selon lequel les Aztèques étaient devenus passifs à cause de leur propre superstition. Ces légendes font probablement partie du processus de rationalisation post-conquête des aztèques pour expliquer leur défaite, en cherchant à décrire un Moctezuma indécis, vain et superstitieux, qui aurait finalement été la cause de la chute de l'empire aztèque.
L’ethnohistorienne Susan Gillespie a fait valoir que la conception qu’avaient les Nahuas de l'histoire qu’ils interprétaient comme étant une suite de cycles successifs a également conduit à une rationalisation ultérieure des événements de la conquête. Dans cette interprétation, la personnalité de Moctezuma, le dernier roi de l'empire aztèque, a été réécrite pour correspondre à celle des premiers rois des dynasties précédentes - par exemple Quetzalcóatl, le dernier souverain mythique des Toltèques. En tout cas, il est plus que probable que la description de Moctezuma dans les sources postérieures à la conquête a été largement influencée par son rôle de figure majeure de la fin de l'histoire aztèque.

#### Premiers contacts (1517)
En 1517, Moctezuma reçoit les premiers rapports annonçant le débarquement des Européens sur la côte est de son empire, c’était l'expédition de Juan de Grijalva qui avait débarqué à San Juan de Ulúa qui, bien que situé dans le territoire totonaque, était sous la domination de l'empire aztèque. Moctezuma donna l’ordre d’être tenu informé de toute nouvelle apparition d’étrangers sur la côte et de poster des gardes pour surveiller la région.

#### L'arrivée de Cortés au Mexique (printemps 1519)
Lorsque Cortés débarque en 1519, Moctezuma en est  immédiatement informé et envoie des émissaires pour rencontrer les nouveaux arrivants, l'un d'eux est connu comme étant un noble aztèque nommé Tentlil en langue nahuatl, mais cité dans les écrits de Cortés et de Bernal Díaz del Castillo sous le nom de "Tendile ".
Quand les Espagnols s’approchèrent de Tenochtitlan, ils firent alliance avec les Tlaxcaltèques, qui étaient les ennemis de la Triple Alliance Aztèque, et les aidèrent à fomenter une révolte dans plusieurs villes sous domination aztèque. Moctezuma était au courant de ce complot et il envoya des cadeaux aux Espagnols, sans doute afin de montrer sa supériorité sur les Espagnols et les Tlaxcaltèques.

#### Réaction de Moctezuma

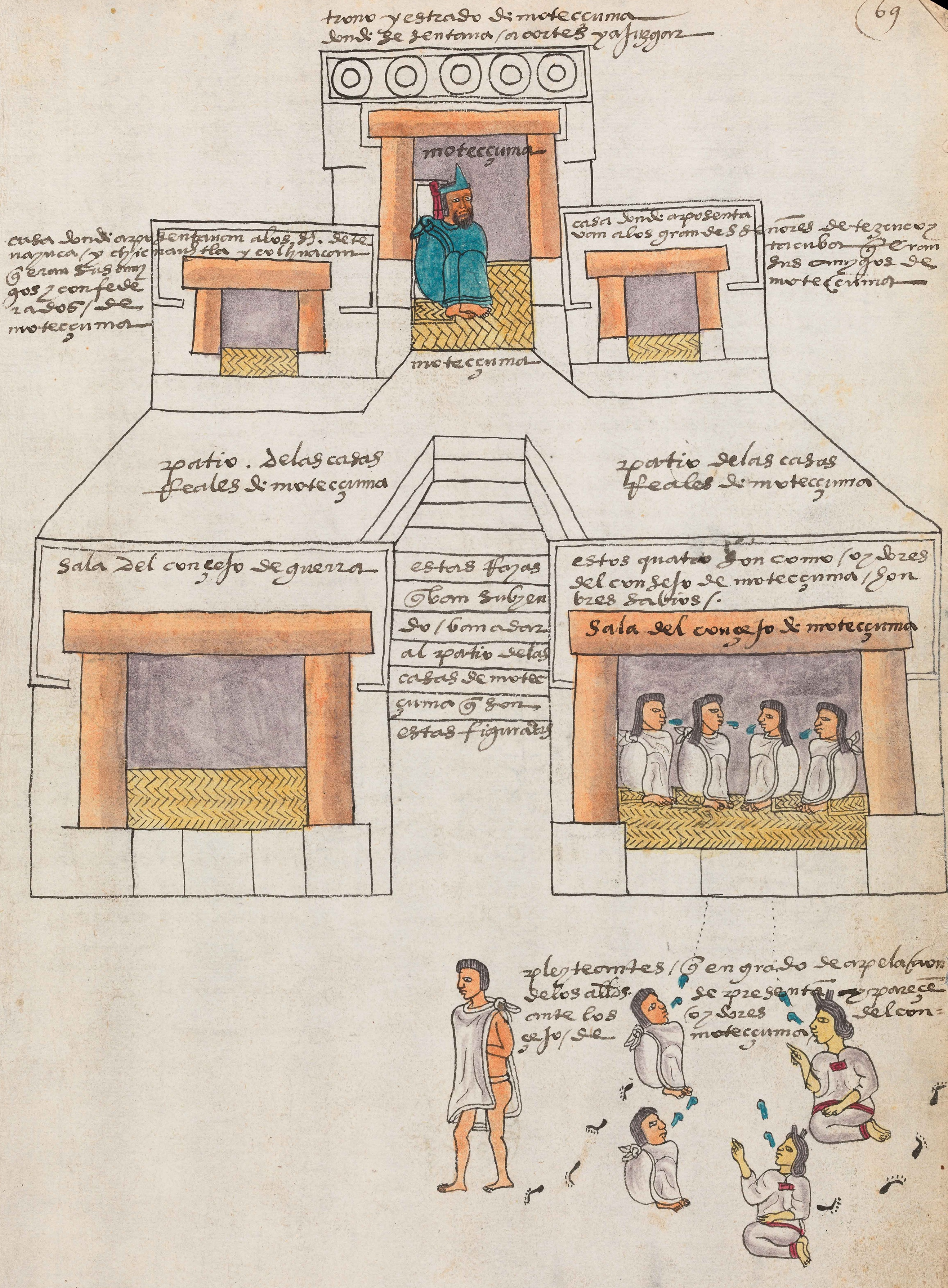
Palais de Moctezuma, représentation tirée du Codex Mendoza (1542).

Selon certaines sources anciennes, Moctezuma a été effrayé par les nouveaux arrivants et, certaines sources telles que le codex de Florence, rapportent que les Aztèques prenaient les Espagnols pour des dieux et interprétaient l’arrivée de Cortés comme le retour du dieu Quetzalcóatl, revenu sur terre. La véracité de ces affirmations est difficile à évaluer, mais récemment des ethnohistoriens spécialisés dans les premières relations entre Espagnols et Nahuas l’ont écartée comme étant un mythe de la période post-conquête.
D'après Bernardino de Sahagún, à l’arrivée des conquistadors Moctezuma est terrifié par la description que lui en font ses émissaires : « Ils chevauchent montés sur leurs cerfs. [...] De tous côtés leurs corps sont protégés, on ne voit paraître que leur visage. Ils sont blancs comme s'ils étaient de chaux. [...] Longue est leur barbe, [...] ».
L’hypothèse selon laquelle Cortés aurait été considéré comme une divinité proviendrait essentiellement du codex de Florence, écrit quelque cinquante ans après la conquête. Au cours de la première rencontre entre Moctezuma et Cortés, telle qu’elle figure dans le codex, le souverain aztèque est décrit comme déclamant un discours écrit en nahuatl classique, un discours qui est transcrit in extenso dans le codex (écrit par des informateurs de Sahagún originaires de Tlatelolco, qui n'ont probablement pas été témoins oculaires de la rencontre) et comportait des déclarations de prosternation et d'admiration divine ou quasi divine, telles que : « Vous avez bien voulu venir sur terre, vous avez bien voulu approcher votre eau, votre haut lieu du Mexique, vous êtes descendu sur votre couche, votre trône, que j'ai brièvement gardé pour vous, moi dont le rôle est de le garder pour vous » et « Vous avez bien voulu venir, vous avez connu la douleur, vous avez connu la fatigue, de venir sur terre, reposez-vous, entrez dans votre palais, reposez vos membres, faites venir nos seigneurs sur terre ». Matthew Restall fait valoir que le fait que Moctezuma offre poliment son trône à Cortés (si tant est qu'il ait jamais prononcé ce discours) pourrait bien avoir signifié exactement le contraire de ce qu'on entendait : la politesse dans la culture aztèque était une façon d'affirmer une position dominante et de montrer sa supériorité. Ce discours a été à l’origine de la légende selon laquelle Moctezuma s'adressait à Cortés comme au dieu Quetzalcóatl de retour sur terre. D’autres parties ont également propagé l'idée que les Amérindiens prenaient les conquistadors pour des dieux, en particulier les historiens franciscains tels que le frère Jerónimo de Mendieta. Certains prêtres franciscains étaient des tenants des croyances millénaristes, et le fait que les indigènes puissent prendre les conquérants espagnols pour des dieux était une idée qui allait bien avec cette théologie. Bernardino de Sahagún, qui avait compilé le codex de Florence, était également un prêtre franciscain.

#### L'arrivée des Espagnols à Tenochtitlan (novembre 1519)

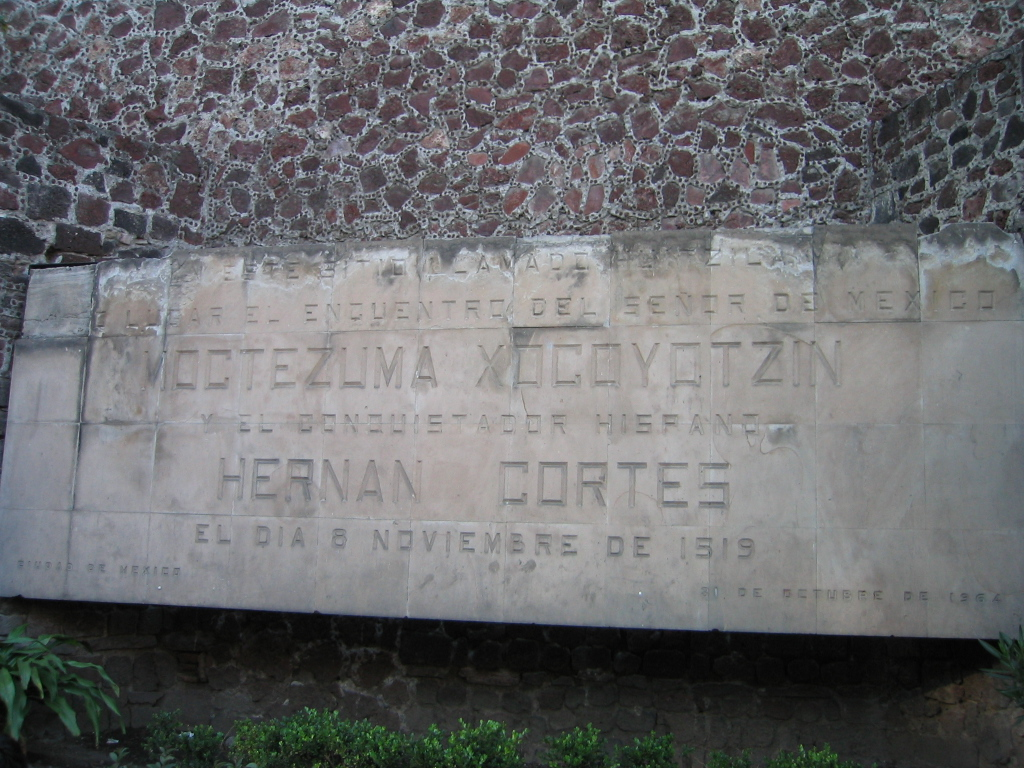
Lieu de rencontre de Moctezuma et Hernán Cortés.

Le 8 novembre 1519, Moctezuma rencontra Cortés sur la chaussée menant à Tenochtitlan et les deux dirigeants échangèrent des cadeaux. Dans sa première description de Moctezuma, Díaz del Castillo écrit :
« Le grand Montezuma était âgé d'environ quarante ans, de haute taille, bien proportionné, plutôt mince, et à la peau assez claire, contrastant avec le teint sombre habituel chez les Indiens. Il ne portait pas les cheveux longs, mais coupés court sur les oreilles, et il avait une courte barbe noire, fine et bien taillée. Son visage était assez long et joyeux, il avait de beaux yeux, et son apparence et ses manières pouvaient exprimer l’intelligence ou, le cas échéant, une gravité calme. Sa tenue était soignée et bien ordonnée, et il prenait un bain tous les après-midi. Il avait autour de lui de nombreuses femmes, ses maîtresses, les filles des chefs et deux femmes légitimes qui étaient des Caciques. Les vêtements qu'il portait une seule journée il ne les portait pas à nouveau avant trois ou quatre jours. Il avait une garde de deux cents chefs logés dans des chambres situées à côté de la sienne, et seuls certains d'entre eux  étaient autorisés à lui parler. »
Dans sa deuxième lettre, Cortés décrit ainsi sa première rencontre avec Moctezuma :
« Mutezuma [sic] est venu nous saluer et avec lui quelque deux cents seigneurs, tous pieds nus et vêtus d'un costume différent, mais aussi très riche à leur manière et en tous cas plus que les autres. Ils sont venus en deux colonnes, alignées près des murs de la rue, qui est très large et si belle et si droite que vous pouvez la voir d'un bout à l'autre. Mutezuma est descendu au milieu de cette rue avec deux chefs, l'un à sa droite et l'autre à sa gauche. Et ils étaient tous habillés de la même manière à l’exception de Mutezuma qui portait des sandales alors que les autres allaient pieds nus, et ils se tenaient de chaque côté de lui. »
Moctezuma fit don à Cortés d'un calendrier aztèque, un disque d'or de fabrication artisanale et un autre en argent. Cortés a fondu ces trésors en raison de leur valeur matérielle. Des sacrifices humains ont également été célébrés, ce qui choqua considérablement les Espagnols.

### De l'amitié apparente à la guerre

#### L'apparition des tensions (novembre 1519-mai 1520)
Moctezuma conduisit Cortés à son palais où les Espagnols vécurent comme ses invités pendant plusieurs mois. Moctezuma continua à gouverner son empire et entreprit même la conquête de nouveaux territoires au cours du séjour des Espagnols à Tenochtitlan.
À un certain moment au cours de cette période, Moctezuma est devenu de fait prisonnier dans son propre palais. La raison exacte expliquant pourquoi cela s'est produit n'est pas claire si on se réfère aux sources disponibles. Remarquant l'avidité des nouveaux venus, la noblesse aztèque serait devenue de plus en plus mécontente du séjour prolongé de l’armée espagnole à Tenochtitlan et admettait mal la passivité de son souverain. Moctezuma déclara alors à Cortés qu’il vaudrait mieux qu’il parte. 
Peu de temps après, Cortés est parti combattre Pánfilo de Narváez, mandaté par le gouverneur de Cuba, en laissant une garnison à Mexico (Pedro de Alvarado). 

#### Le massacre du Templo Mayor (20 mai 1520) et ses suites
Pendant son absence, le massacre du Templo Mayor transforme la situation tendue entre les Espagnols et les Aztèques en franche hostilité. 
Moctezuma a été pris en otage par les Espagnols désireux d’assurer leur sécurité. Mais eux-mêmes se trouvent en état de siège dans Mexico.
Lorsque Cortés rentre à Mexico, la situation est donc mauvaise pour les Espagnols.

#### La mort de Moctezuma (29 juin 1520)

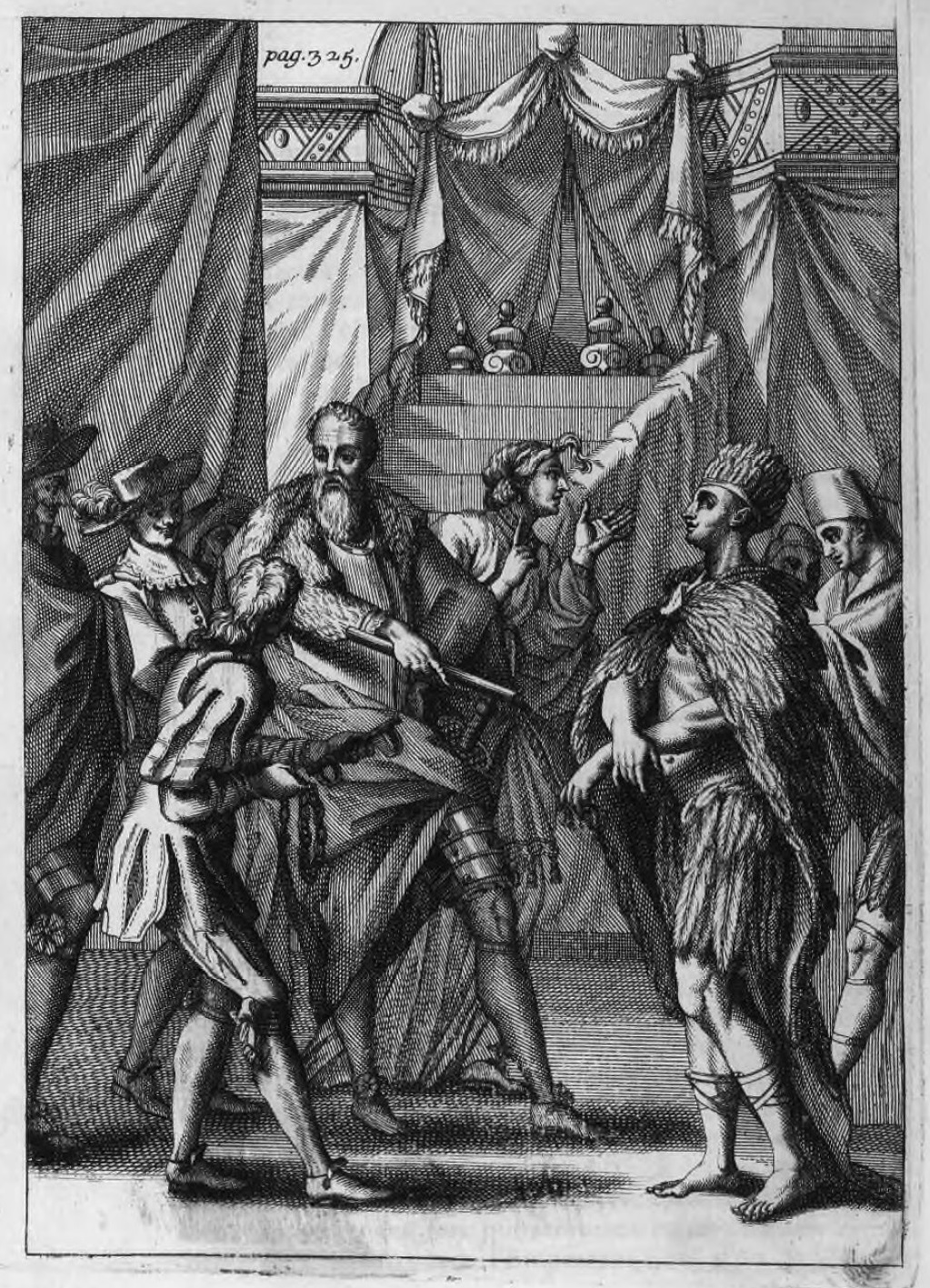
Moctezuma capturé et emprisonné par Cortés (gravure du hollandais Jean-Charles Donat van Beecq, fin XVIIe siècle).

Les détails de sa mort sont inconnus : différentes versions de son décès sont en effet données par les sources.
Dans son Historia, Bernal Díaz del Castillo déclare que le 29 juin 1520 les Espagnols ont contraint Moctezuma à apparaître sur le balcon de son palais pour appeler ses compatriotes au calme. Le peuple a été consterné par la trahison de son empereur et des pierres et des flèches lui ont été lancées. Il est mort peu de temps après. Bernal Díaz écrit :
« À peine cela [le discours de l'empereur à ses sujets] était-il terminé qu’une pluie soudaine de pierres et de dards s’abattit. Nos hommes qui assuraient la protection de Montezuma ont momentanément relâché leur attention quand ils ont vu l'attaque cesser, pendant qu'il parlait à ses subordonnés. Montezuma a alors été frappé par trois pierres, une sur la tête, une sur le bras, et l'autre sur la jambe, et bien qu’ils l’aient prié de se faire panser et de prendre quelque nourriture en s’adressant très gentiment à lui, il refusa. Puis, de façon tout à fait inattendue, on nous a dit qu'il était mort. »
Cortés a également signalé que Moctezuma était mort après avoir été blessé par une pierre lancée par ses compatriotes. 
D'autre part, les chroniques autochtones affirment que Moctezuma a été tué d’un coup d’épée par les Espagnols avant qu'ils quittent la ville.

Selon Bernal Díaz del Castillo : 
« Cortes et nous tous, les capitaines et les soldats l’ont pleuré, et il n'y avait personne parmi ceux d’entre nous qui le connaissaient et avaient eu des rapports avec lui qui ne l’aient pas pleuré comme s'il avait été notre père, ce qui n'est pas surprenant, car il était si bon. On a dit qu'il avait régné dix-sept ans, et qu’il était le meilleur roi qu’avait jamais connu le Mexique, et qu'il avait personnellement triomphé dans trois guerres contre les pays qu'il avait conquis. J'ai parlé de la douleur que nous avons tous ressentie lorsque nous avons vu que Montezuma était mort, nous avons même reproché au frère de l’Ordre de la Bienheureuse Vierge Marie de la Miséricorde de ne pas l'avoir convaincu de se convertir au christianisme. »
Toutefois, certains historiens contemporains, tels Matthew Restall ou encore Pablo Moctezuma, ajoutent davantage foi aux chroniques des peuples autochtones qu’à celles des Espagnols. Selon leur version, les Espagnols auraient tué Moctezuma lorsque son incapacité à pacifier le peuple aztèque l’eut rendu inutile à leurs yeux.

## Suites: de laNoche Tristeà la fin de l'Empire aztèque
Moctezuma est remplacé par son frère Cuitláhuac. 
Cortés décide alors de fuir la ville : l'évacuation a lieu le 30 juin au cours de l’épisode de la Noche Triste, défaite qui est compensée par la victoire remportée le 7 juillet lors de la bataille d'Otumba. L'armée en retraite peut alors trouver refuge à Tlaxcala. 
Un traité est signé avec les Tlaxcaltèques pour repartir à la conquête de Tenochtitlan ; les Tlaxcaltèques doivent être libérés de toute obligation de verser tribut et de tout lien de subordination avec Tenochtitlan.
Cuitláhuac meurt peu de temps après le début de son règne au cours d'une épidémie de variole. Il est remplacé par son neveu encore adolescent, Cuauhtémoc. 
En mai 1521, les Espagnols et leurs alliés réapparaissent à Mexico et le siège est établi. Au cours de ce siège, les fils de Moctezuma sont assassinés, peut-être parce qu'ils sont partisans de la reddition. Mais celle-ci a tout de même lieu le 13 août. 
L'année suivante, l'empire aztèque est entièrement soumis aux Espagnols. En 1525, Cuauhtémoc est exécuté par Cortés au cours de son expédition vers le Honduras, où il avait emmené plusieurs otages.
Après la conquête, la fille de Moctezuma Techichpotzin, considérée comme l'héritière de la fortune du roi, s’engage à respecter les coutumes espagnoles et reçoit le prénom d'Isabel. Elle fut mariée à différents conquistadors prétendant à l'héritage de l'empereur aztèque.

## Influence posthume

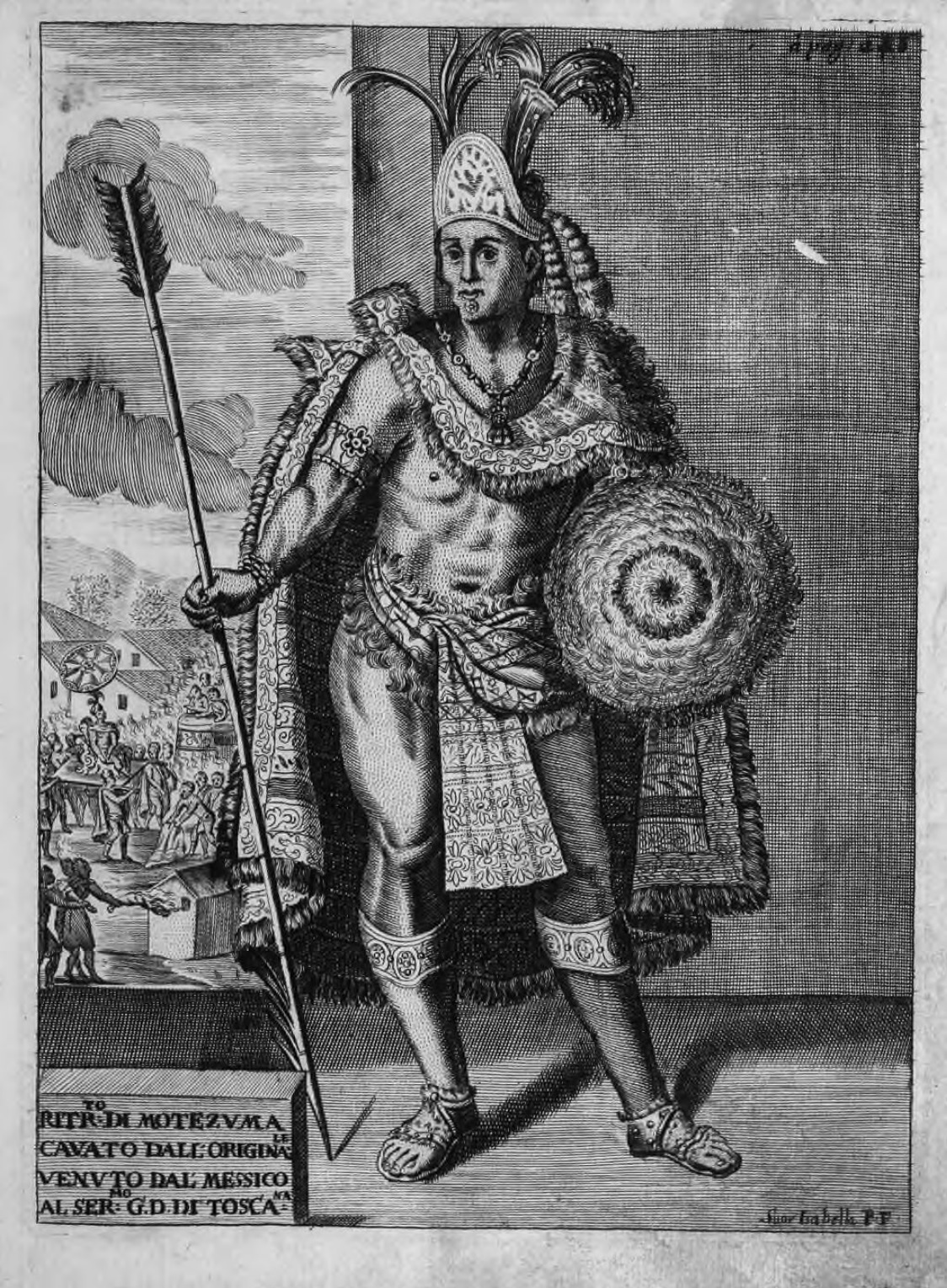
Représentation de Moctezuma II dans l’Historia de la conquista de México d’Antonio Solis (1715).

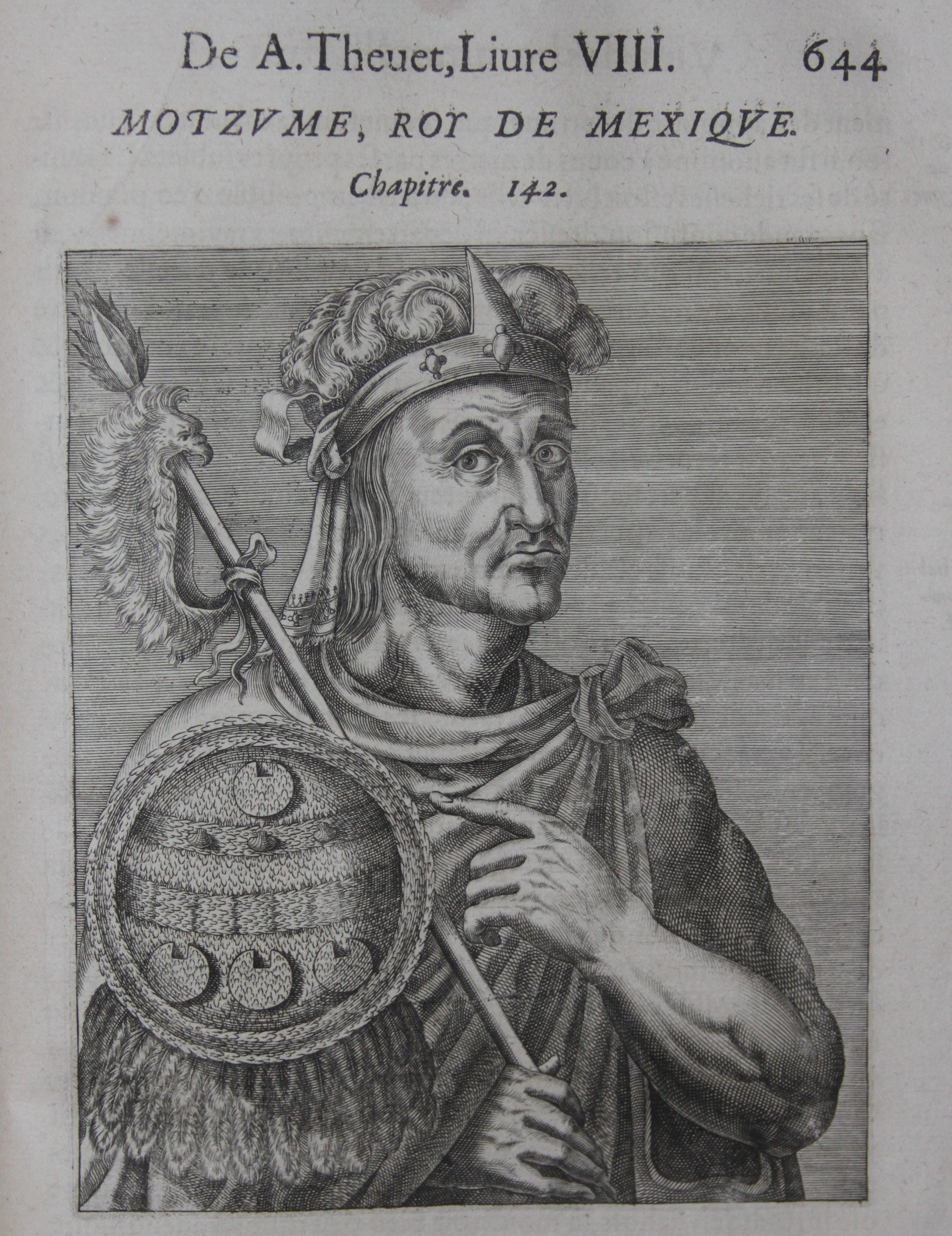
Représentation de Moctezuma II dans Vrais portraits et vies des hommes illustres d'André Thevet (1584).

### Descendants
Il existe au Mexique et en Espagne plusieurs lignées familiales issues des descendants du fils et des filles de Moctezuma II, notamment Tlacahuepan Ihualicahuaca, ou Pedro Moctezuma et Tecuichpo Ixcaxochitzin, ou Isabel Moctezuma.
Moctezuma a eu huit filles, dont Tecuichpo, également connue sous le nom de Doña Isabel de Moctezuma et onze fils, parmi lesquels Chimalpopoca (à ne pas confondre avec Chimalpopoca, un huey tlatoani précédent) et Tlaltecatzin.
Le fils de Moctezuma, connu sous le nom de Don Pedro, reçut Tula en encomienda.
Le petit-fils de Moctezuma II et fils de Pedro, Ihuitemotzin, baptisé Diego Luis de Moctezuma, a été amené en Espagne par le roi  Philippe II et il épousa Francisca de la Cueva de Valenzuela. En 1627, Pedro Tesifón de Moctezuma, arrière-petit-fils de Moctezuma, a reçu le titre de comte de Moctezuma et a fait alors partie intégrante de la noblesse espagnole. Son titre de noblesse a ensuite été modifié et il est devenu comte de Moctezuma de Tultengo. En 1766, la dignité de Grand d'Espagne a été accordée au titulaire du comté. En 1865 le titre, qui était détenu par Antonio María Moctezuma-Marcilla de Teruel y Navarro, 14e comte de Moctezuma Tultengo, a été élevé au duché, devenant ainsi celui de duché de Moctezuma. En 1992 par  Juan Carlos I a autorisé une nouvelle dénomination du titre, qui est devenu le duché de Moctezuma de Tultengo.
Une autre des filles de Moctezuma, la princesse Xipaguacin Moctezuma, épousa Juan de Grau, baron de Toleriu, l'un des officiers supérieurs de Cortés, qui la ramena en Espagne avec un groupe de Mexicas et elle mourut dans le village de montagne de Toleriu, près d’Andorre, en 1537.
Les autres détenteurs de titres de noblesse espagnole qui descendent de l'empereur aztèque sont les ducs d’Ahumada, les comtes de Miravalle, duc d'Abrantès et les ducs d'Atrisco. Les  ducs d'Albe descendent aussi de ces lignées. Beaucoup de familles espagnoles sans titres de noblesse descendent aussi de nombreuses branches familiales issues des enfants de Moctezuma II.
Parmi les descendants de ces familles on inclut également le général Jerónimo Girón-Moctezuma, 3e marquis de las Amarilas, un descendant à la 9e  génération de Moctezuma II, qui était le commandant des forces espagnoles à la bataille de Fort Charlotte, et son petit-fils Francisco Javier Girón y Ezpeleta, 2e Duc d’Ahumada et cinquième marquis de Las Amarillas (es), qui fut le fondateur de la garde civile espagnole.

### Mythologie
De nombreux peuples autochtones d'Amérique rendent un culte à des divinités portant le nom du souverain aztèque et souvent le mythe transmet la croyance qu'un jour Moctezuma deïfié reviendra venger son peuple. Au Mexique, au cours des temps modernes, les peuples Pames, Otomis, Tepehua, Totonaques et Nahuas ont continué à rendre un culte à des divinités terrestres du nom de Moctezuma. Son nom apparaît également dans le rituel Zinacantán des mayas tzotzil où des danseurs costumés en dieu de la pluie sont appelés Moctezumas.
La figure mythologique de Tohono O'odham chez les peuples du Nord du Mexique et certains Pueblos du Nouveau-Mexique et de l'Arizona désignée sous nom de  Montezuma, peut éventuellement avoir des origines remontant au roi aztèque.
Hubert Howe Bancroft, écrivant au XIXe siècle (Native Races, tome # 3), a émis l'hypothèse que le nom de l'empereur aztèque Moctezuma avait été utilisé pour faire référence à des héros de ces cultures qui sont une combinaison de différents personnages historiques réunis sous le nom d'un représentant particulièrement saillant de l'identité amérindienne.

### Symbole de résistance
Le nom de Moctezuma a été invoqué au cours de plusieurs rébellions indigènes comme symbole de la résistance contre les Espagnols.
Lors de la rébellion de la secte du culte de la Vierge au Chiapas en 1721, ses adeptes se soulèvent après une apparition de la Vierge annonçant que Moctezuma allait ressusciter pour les aider contre le colonisateur.[réf. nécessaire]
Au cours de la rébellion Quisteil des Mayas yucatèques en 1761, leur chef Jacinto Canek (en) se serait désigné sous le nom de « petit Montezuma ».

### Références dans la culture moderne

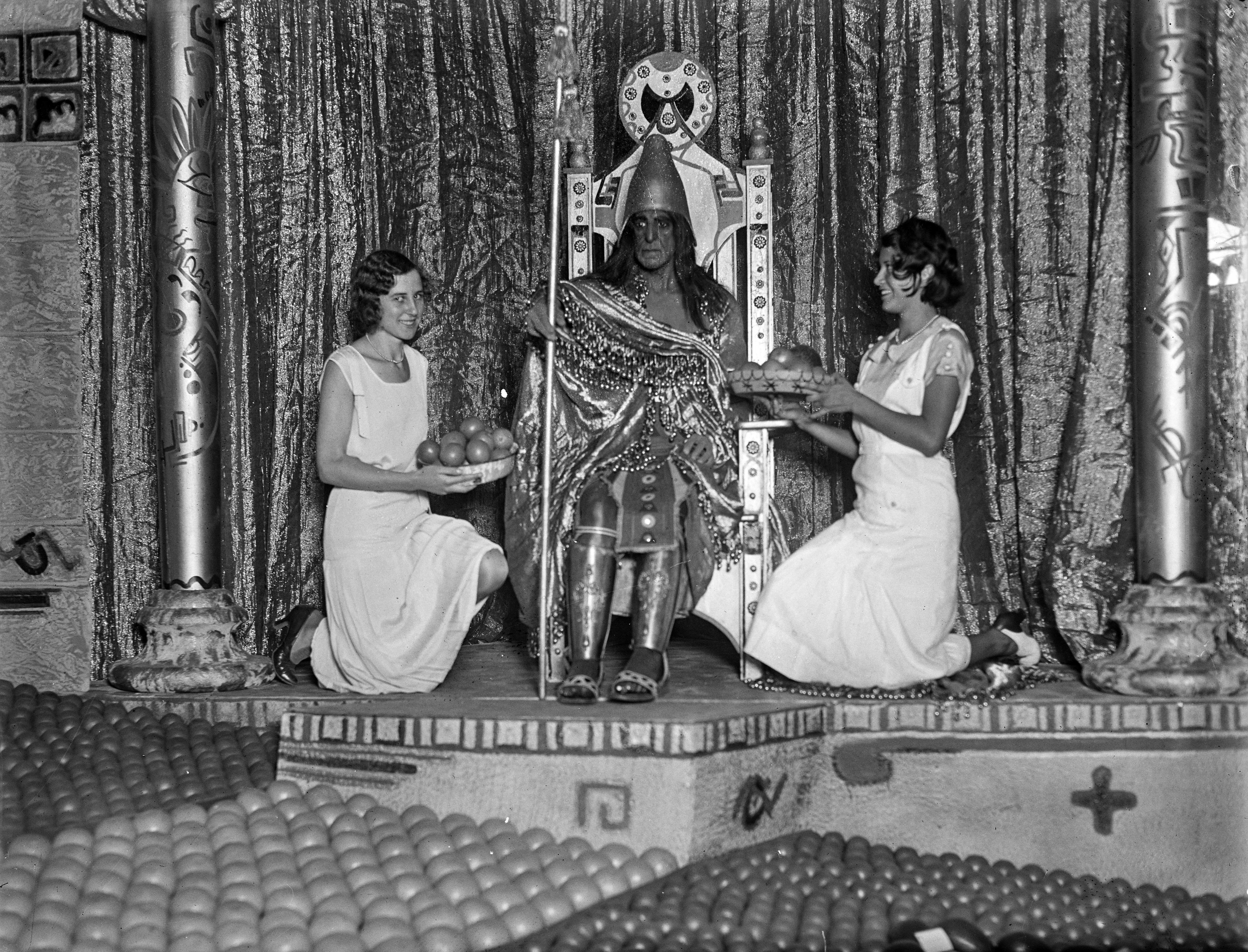
Homme costumé en Moctezuma, lors du Valencia Orange Show, en Californie, en 1931.